# Wilhelm Simmler
Wilhelm Carl Melchior Simmler (* 6. September 1840 in Geisenheim; † 8. Dezember 1923 in Berlin) war ein deutscher Maler und Illustrator der Düsseldorfer Malerschule.

## Familie
Simmler war eines von neun Kindern des Malers Friedrich Simmler (1801–1872). Seine Geschwister Joseph Simmler (1842–1899), Franz Joseph Simmler (1846–1926) und Antonia Simmler (1852–1923) waren ebenfalls künstlerisch tätig.

## Leben und Wirken
Simmler wurde im Rheingau geboren. 1856 bis 1861 studierte er an der Kunstakademie Düsseldorf. Dort war er unter anderem Schüler von Emil Hünten, Karl Ferdinand Sohn, Friedrich Wilhelm von Schadow, Christian Köhler und Eduard Bendemann. Nach Zwischenaufenthalten 1861 bis 1863 in München hielt er sich ab 1869 vorwiegend in Düsseldorf auf. Sein Privatschüler war in den Jahren 1871 bis 1875 der britische Genremaler Walter Dendy Sadler. Simmler war Mitglied im Künstlerverein Malkasten. Nach mehreren Aufträgen, unter anderem in Hamburg und Berlin, siedelte er 1891 endgültig nach Berlin über, wo er bis zu seinem Tode Mitglied des Verein Berliner Künstler war.
Werk

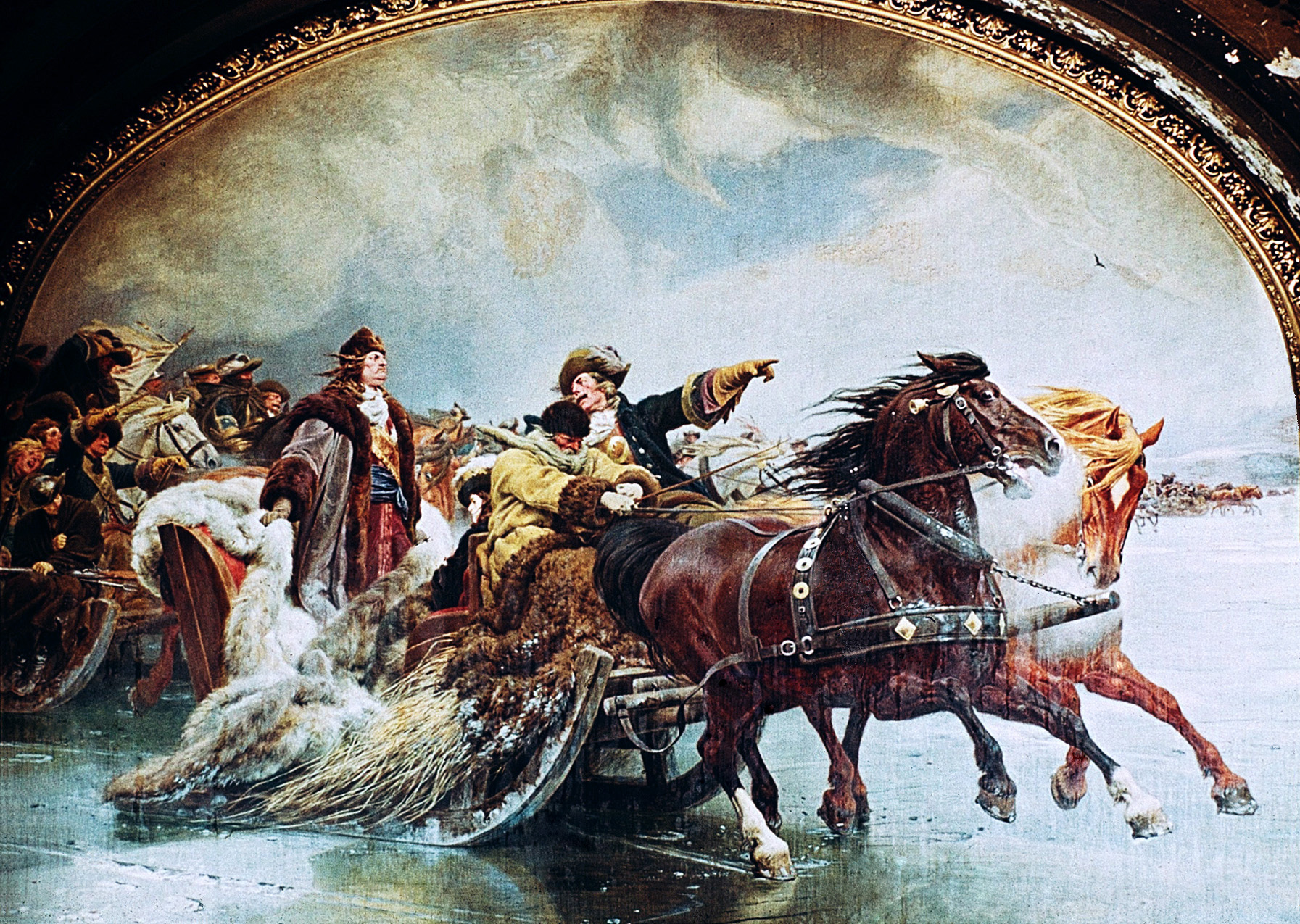
Wandbild Übergang über das Kurische Haff, 1891

Er stach besonders durch seine Historiengemälde, Genreszenen und Jagdmotive hervor, was ihn schon zu Lebzeiten als erfolgreichen Künstler auszeichnete. Ab 1862 war er auf Ausstellungen in Berlin, Düsseldorf und Berlin vertreten. In späteren Jahren malte er Panoramen und Wandbilder. In Zusammenarbeit mit Emil Hünten fertigte Simmler das Panorama des Sturmes auf St. Privat für die Berliner Panoramarotunde „Nationalpanorama“ in der Herwarthstraße, die im Februar 1881 eröffnet wurde. 1883 wurde das Panorama entfernt und später noch in Köln und Hamburg gezeigt. 1882 folgte das Orient-Panorama „Einzug der Mekkakarawane in Cairo“ von Simmler und Themistokles von Eckenbrecher (118 × 15 Meter) für die Stadt Hamburg. Für die Ruhmeshalle Berlin fertigte er um 1891 das Wandbild „Übergang über das Kurische Haff vom 19. Januar 1679“, welches im Zweiten Weltkrieg 1944 durch einen Bombentreffer zerstört wurde.
Simmler fertigte auch Illustrationen für Kinder- und Jugendbücher, so etwa die Vorlagen der Farbdrucke für eine Ausgabe von „Die Abenteuer des Freiherrn von Münchhausen“ von Gottfried August Bürger.